# ديمتري إيفانوف
ديمتري إيفانوف (بالروسية: Иванов, Дмитрий Алексеевич)‏ (17 سبتمبر 1970 سامارا روسيا - 11 يوليو 2023) هو لاعب كرة قدم روسي يلعب كمهاجم.